# Cima Mughera
Die Cima Mughera (1271 m) ist ein Gipfel westlich von Tremosine auf dem namenlosen Bergrücken, der das Valle San Michelle vom Valle di Bondo trennt, und gehört damit zu den Gardaseebergen in Norditalien. Die Cima Mughera befindet sich auf dem genannten Bergrücken zwischen den beiden Gipfeln La Cocca südöstlich und dem Monte Zenone nordwestlich.
Die Cima Mughera ist nicht zu verwechseln mit der Cima di Mughera (1161 m) in der Nähe von Limone sul Garda.

## Alpinismus
Der einfachste Zustieg zur Cima Mughera ist vom Vorgipfel La Cocca aus über den Sentiero 218. Dieser ist auch bei Mountain-Bikern beliebt.